# Siergiej Stiepaszyn
Siergiej Wadimowicz Stiepaszyn (ros. Сергей Вадимович Степашин, ur. 2 marca 1952 w Lüshun, Chiny) – rosyjski prawnik i polityk; wieloletni funkcjonariusz radzieckiego Ministerstwa Spraw Wewnętrznych oraz rosyjskiej Federalnej Służby Bezpieczeństwa, generał pułkownik; doktor habilitowany nauk prawnych, profesor; w latach 1990–1993 deputowany Rady Najwyższej Rosyjskiej FSRR i Federacji Rosyjskiej; pełnił funkcje dyrektora Federalnej Służby Bezpieczeństwa (1994–1995), ministra sprawiedliwości (1997–1998) oraz ministra spraw wewnętrznych Federacji Rosyjskiej (1998–1999); od maja do sierpnia 1999 stał na czele rosyjskiego rządu. W latach 2000–2013 piastował urząd prezesa Izby Obrachunkowej Federacji Rosyjskiej.

## Życiorys

### Dzieciństwo
Urodził się w rodzinie oficera radzieckiej marynarki stacjonującego w bazie wojennej w chińskim Lüshun (d. Port Arthur). W Chinach przebywał do trzeciego roku życia.

### Wykształcenie
W 1973 ukończył Wyższą Szkołę Polityczną MSW, a w 1981 Akademię Wojskowo-Polityczną. W 1986, po ukończeniu studium doktoranckiego w Akademii Wojskowo-Politycznej, uzyskał stopień doktora nauk historycznych. W 1994 uzyskał stopień doktora habilitowanego nauk prawnych.

### Służba w organach MSW ZSRR
W latach 1973–1990 służył w wojskach wewnętrznych MSW, m.in. uczestniczył w działaniach oddziałów specjalnych w Afganistanie, Górskim Karabachu, Abchazji i Kotlinie Fergańskiej. W latach 1980–1990 był wykładowcą w Wyższej Szkole Politycznej MSW. Od 1987 pełnił funkcję zastępcy kierownika Katedry Historii KPZR w Wyższej Szkole Politycznej MSW.

### Działalność polityczna
W marcu 1990 został wybrany deputowany ludowym RFSRR w okręgu krasnosielskim w Leningradzie. Na I Zjeździe Deputowanych Ludowych w czerwcu 1990 został wybrany do Rady Najwyższej RFSRR. W grudniu 1990 na II Zjeździe Deputowanych Ludowych wspólnie z generałem Dmitrijem Wołkogonowem i Siergiejem Szachrajem organizował frakcję „Lewicowe Centrum”. W lutym 1991 stał na czele komisji Rady Najwyższej ds. obrony i bezpieczeństwa.
Do 19 sierpnia 1991 był członkiem KPZR. W sierpniu 1991 wystąpił przeciwko puczowi Janajewa zorganizowanemu przez Państwowy Komitet Stanu Wyjątkowego. Po upadku puczu stanął na czele specjalnej komisji (tzw. „komisji Stiepaszyna”) ds. zbadania działalności KGB i Państwowego Komitetu Stanu Wyjątkowego. Wyniki pracy komisji pozostały utajnione.
W grudniu 1991 został mianowany wiceministrem bezpieczeństwa i kierownikiem delegatury ministerstwa bezpieczeństwa w Sankt Petersburgu. W okresie pracy w Sankt Petersburgu współpracował z administracją mera tego miasta, Anatolija Sobczaka, w tym z późniejszym prezydentem Rosji, Władimirem Putinem.
We wrześniu 1992 odszedł z pracy w ministerstwie bezpieczeństwie i powrócił do działalności parlamentarnej. Jesienią 1993 w trakcie konfliktu między Radą Najwyższą a prezydentem Borysem Jelcynem stanął po stronie Jelcyna. 24 września 1993 został mianowany pierwszym wiceministrem bezpieczeństwa, a w grudniu 1993, po reorganizacji ministerstwa, został powołany na stanowisko pierwszego wicedyrektora Federalnej Służby Kontrwywiadu.
3 marca 1994 został mianowany dyrektorem FSK (od 3 kwietnia 1995 – Federalna Służba Bezpieczeństwa). Pełniąc tę funkcję w latach 1994–1995 kierował działaniami kontrwywiadowczymi w ramach rosyjskiej akcji zbrojnej w Czeczenii. W czerwcu 1995 kierował sztabem kryzysowym w trakcie szturmu grupy czeczeńskich partyzantów pod wodzą Szamila Basajewa na Budionnowsk. Próba odbicia porwanych przez komando Basajewa zakładników zakończyła się śmiercią kilkudziesięciu z nich. W wyniku nieudanej akcji w Budionnowsku, Stiepaszyn wraz z szefami pozostałych rosyjskich resortów siłowych stracił stanowisko.
W listopadzie 1995 został mianowany kierownikiem departamentu administracyjnego Aparatu Rządu Federacji Rosyjskiej. 2 lipca 1997 został powołany na stanowisko ministra sprawiedliwości oraz wszedł w skład Rady Bezpieczeństwa. 28 kwietnia 1998 mianowany został ministrem spraw wewnętrznych, zaś od kwietnia 1999 był jednocześnie pierwszym wicepremierem. 12 maja 1999 prezydent Borys Jelcyn powierzył mu funkcję szefa rządu. Jednak już 9 sierpnia 1999 został zdymisjonowany, a jego miejsce zajął Władimir Putin. Przyczyny i okoliczności dymisji Stiepaszyna pozostają niejasne. Wiele wskazuje na to, że już wcześniej dla Stiepaszyna zaplanowano rolę „tymczasowego” premiera. Wśród nieoficjalnych powodów dymisji wymienia się brak zdecydowanych działań na rzecz zaplecza politycznego Jelcyna, jak i niezdecydowanie w działaniach przeciwko Czeczenom. Został wobec tego zastąpiony przez Putina, dla którego szykowano rolę następcy odchodzącego prezydenta Jelcyna.
W grudniu 1999 został wybrany do Dumy Państwowej jako kandydat partii Jabłoko. W Dumie wszedł w skład frakcji Jabłoko oraz komisji ds. bezpieczeństwa. Stanął także na czele komisji Dumy ds. walki z korupcją. 19 kwietnia 2000 został wybrany na prezesa Izby Obrachunkowej Federacji Rosyjskiej. Tym samym utracił mandat deputowanego. Jako prezes Izby Obrachunkowej w latach 2002–2005 pełnił funkcję przewodniczącego Europejskiej Organizacji Wyższych Instytucji Audytorskich (EUROSAI).
Autor wielu prac na temat bezpieczeństwa państwowego. Wielokrotnie nagradzany i odznaczany, m.in. Orderem „Za zasługi dla Ojczyzny” II klasy i Orderem Męstwa. Stoi na czele Związku Prawników Rosji, a także jest działaczem klubu piłkarskiego Dinamo Moskwa.